# Heggstaðanes
Heggstaðanes (zwany również Bálkastaðanes) – półwysep w północno-zachodniej Islandii, oblewany wodami zatoki Húnaflói, położony między jej drugorzędnymi zatokami Hrútafjörður na zachodzie i Miðfjörður na wschodzie. Ma około 13 km długości i około 5 km szerokości u nasady. Najwyższy punkt na półwyspie osiąga wysokość 193 m n.p.m.
Półwysep jest bardzo słabo zaludniony – brak jest większych osad. W całości wchodzi w skład gminy Húnaþing vestra.
Półwysep jest polecany jako miejsce spacerów i obserwacji fok i ptaków.